# Talmo (Geórgia)
Talmo é uma cidade  localizada no estado americano de Geórgia, no Condado de Jackson.

## Demografia
Segundo o censo americano de 2000, a sua população era de 477 habitantes.
Em 2006, foi estimada uma população de 588, um aumento de 111 (23.3%).

## Geografia
De acordo com o United States Census Bureau tem uma área de 4,5 km², dos quais 4,5 km² cobertos por terra e 0,0 km² cobertos por água.

## Localidades na vizinhança
O diagrama seguinte representa as localidades num raio de 16 km ao redor de Talmo.